# Ренцо Піано

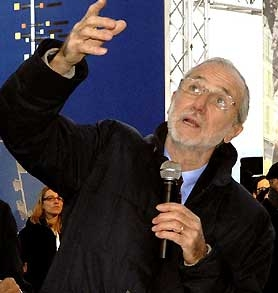
Ренцо Піано

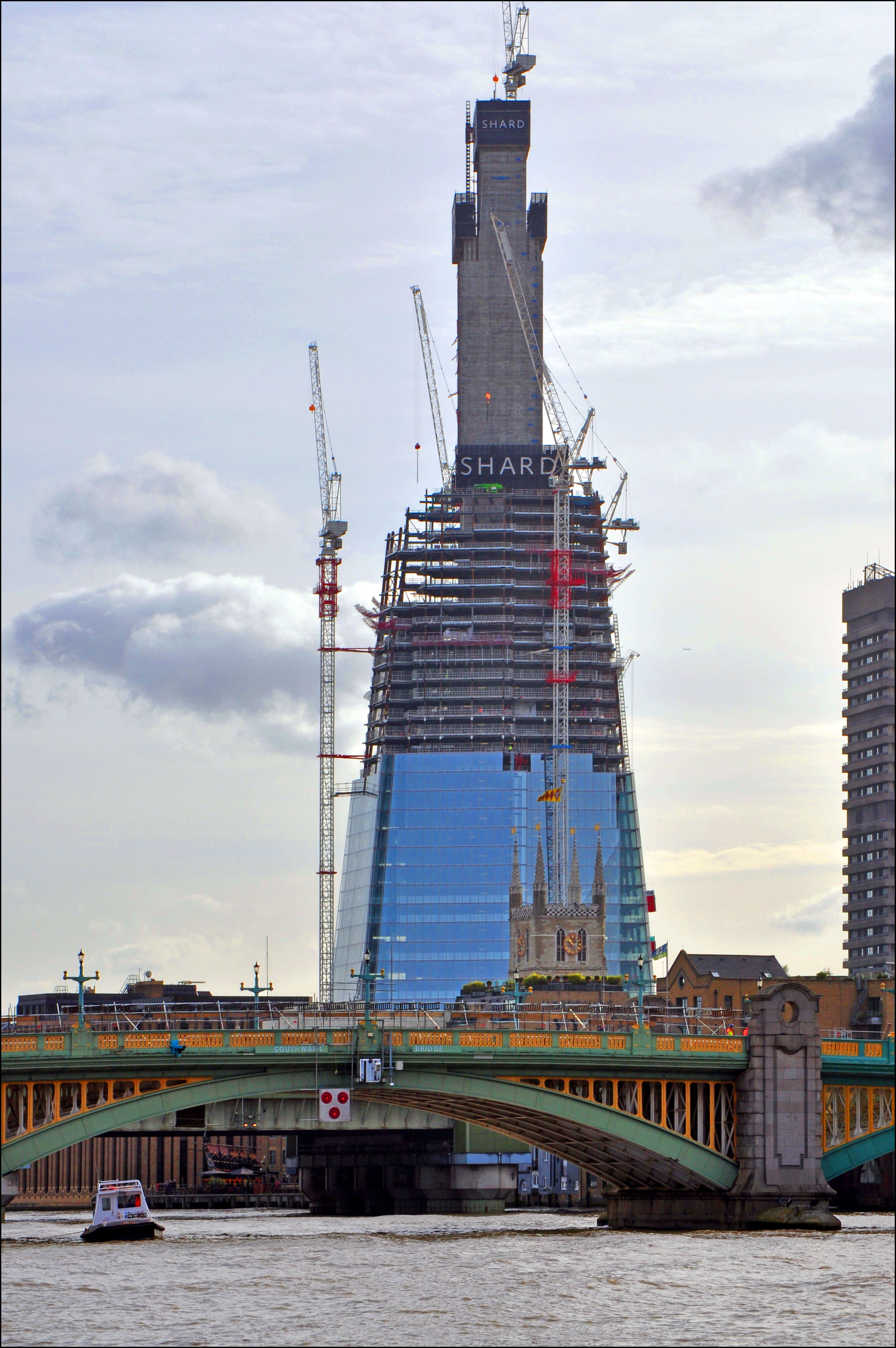
будівництво найвищого хмарочоса Європи, Лондон, (термін завершення будівницьтва до травня 2012

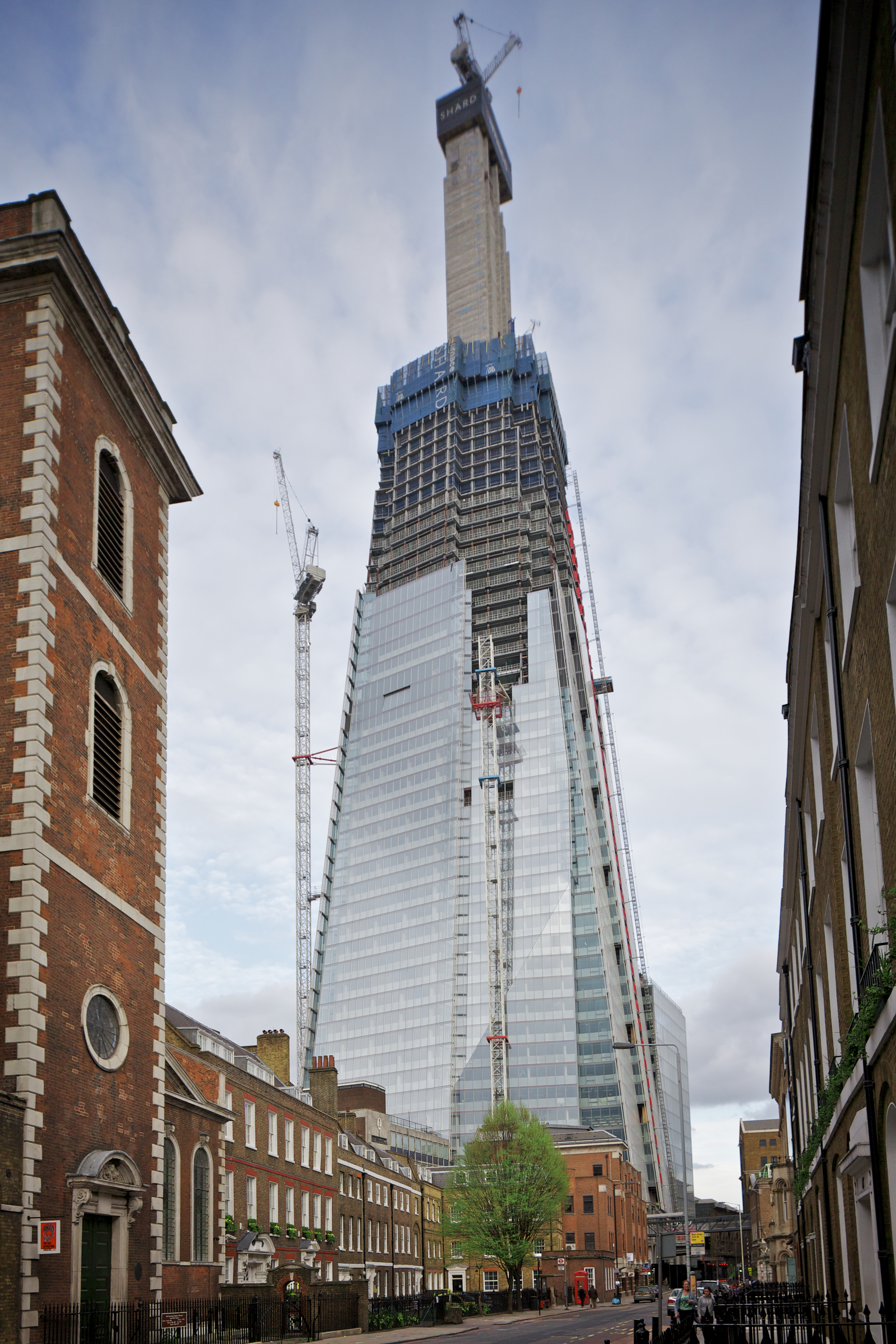
будівництво найвищого хмарочоса Європи, Лондон, (термін завершення будівництва до травня 2012

Ренцо Піано (італ. Renzo Piano; 14 вересня 1937, Генуя, Італія) — італійський архітектор. 

## Життєпис
У 1964 закінчив університет Міланська політехніка і почав працювати з легкими конструкціями.
У 1981 в Парижі, Нью-Йорку і Генуї створив архітектурне бюро «Renzo Piano Building Workshop». Співпрацював з такими з архітекторами: Річард Роджерс, Пітер Райс, Ян Капліцки, Норман Фостер. За проєктом Ренцо Піано в рамках проєкту «Міські ворота» був зведений Будинок парламенту (Валетта)

## Нагороди
Лауреат Прітцкерівської премії.

## Фото вибраних творів

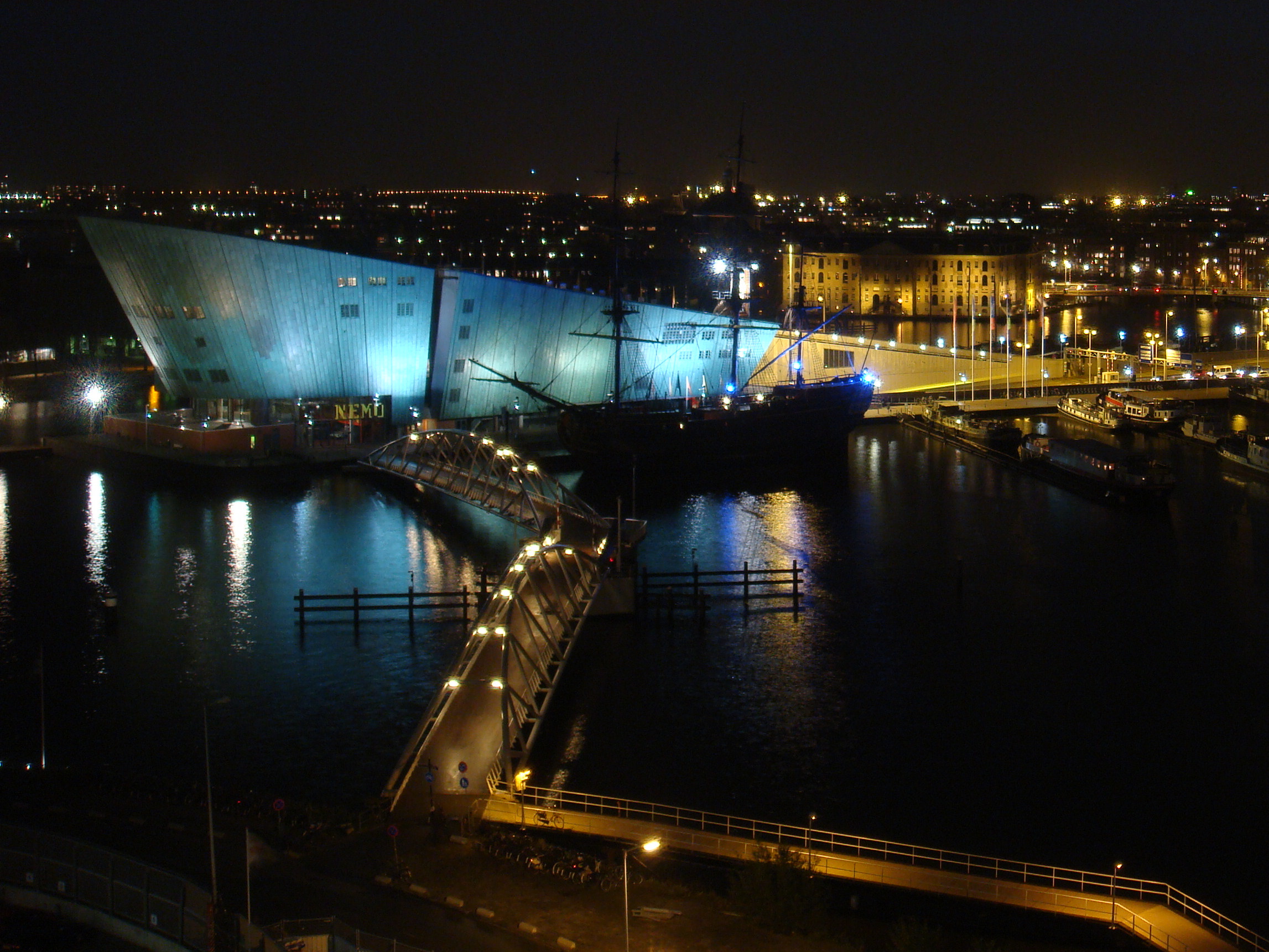
Музей NEMO, Амстердам (1995–1997).
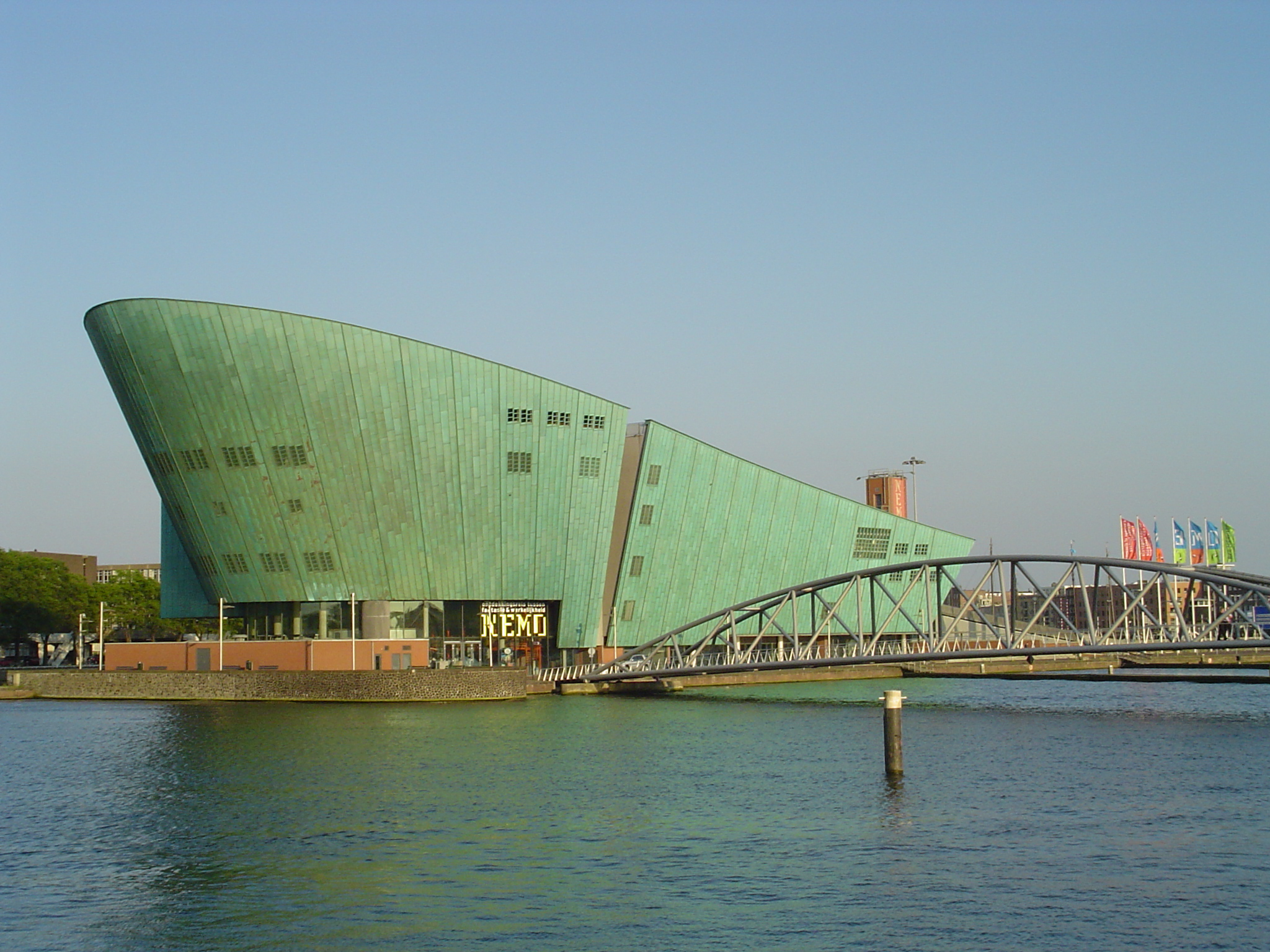
Музей NEMO, Амстердам (1995–1997).
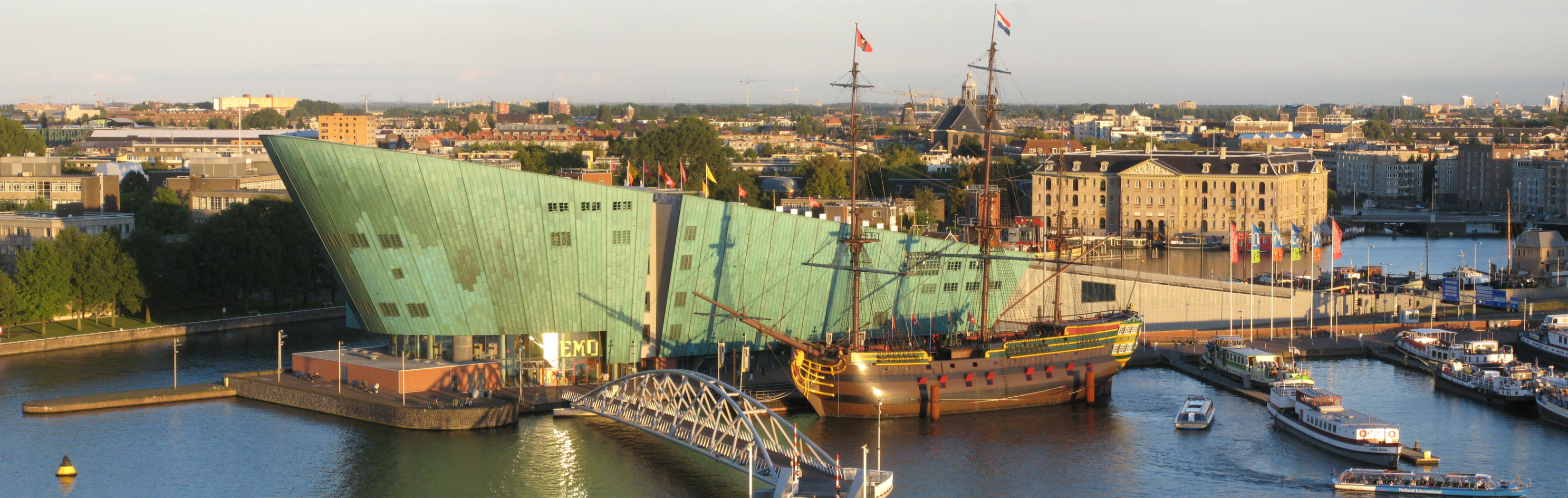
Музей NEMO, Амстердам (1995–1997).
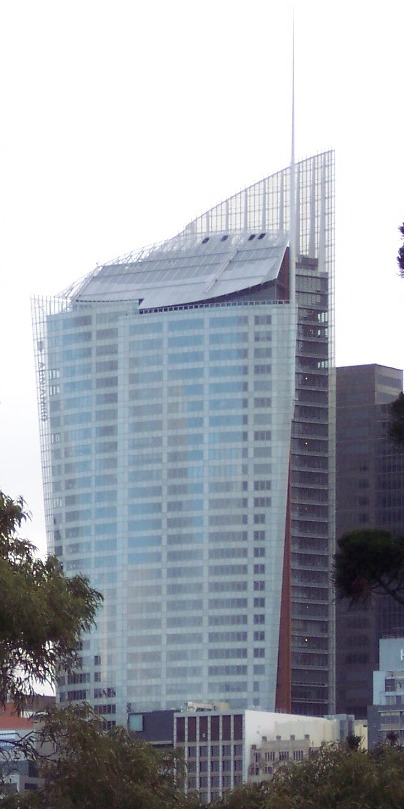
Хмарочос Aurora Place у Сіднеї (2000).
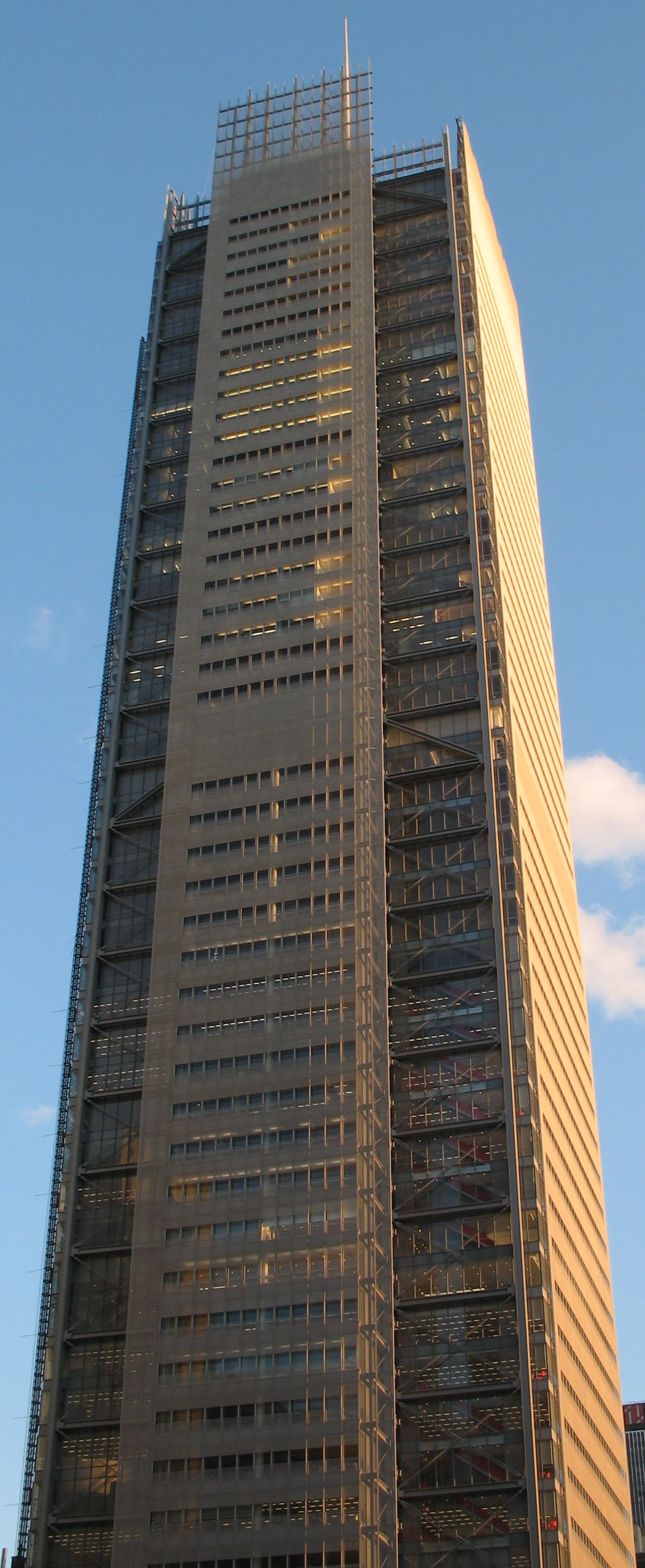
Нью-Йорк
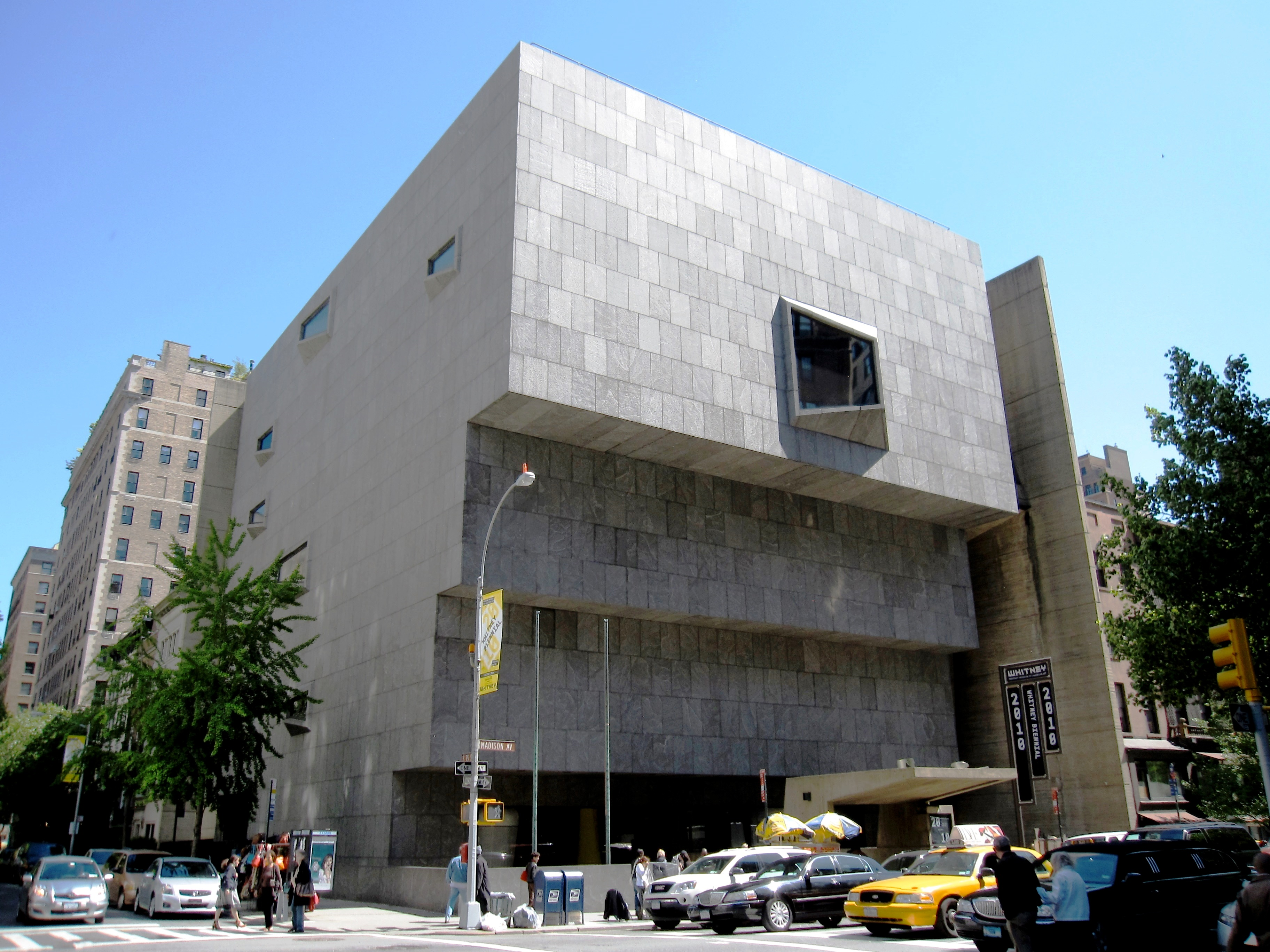
Нью-Йорк (Whitney Museum of American Art)
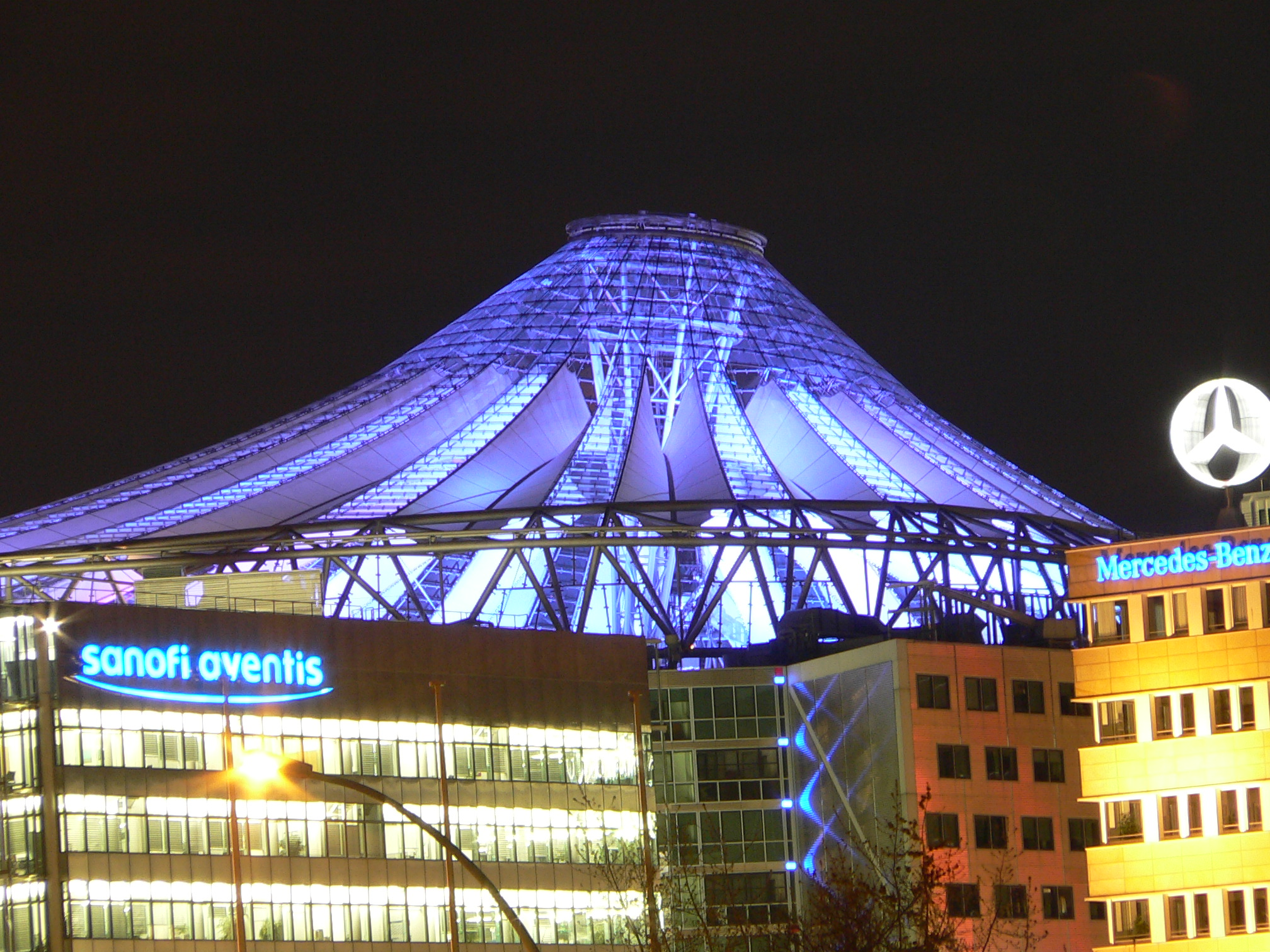
Соні-центр, Берлін
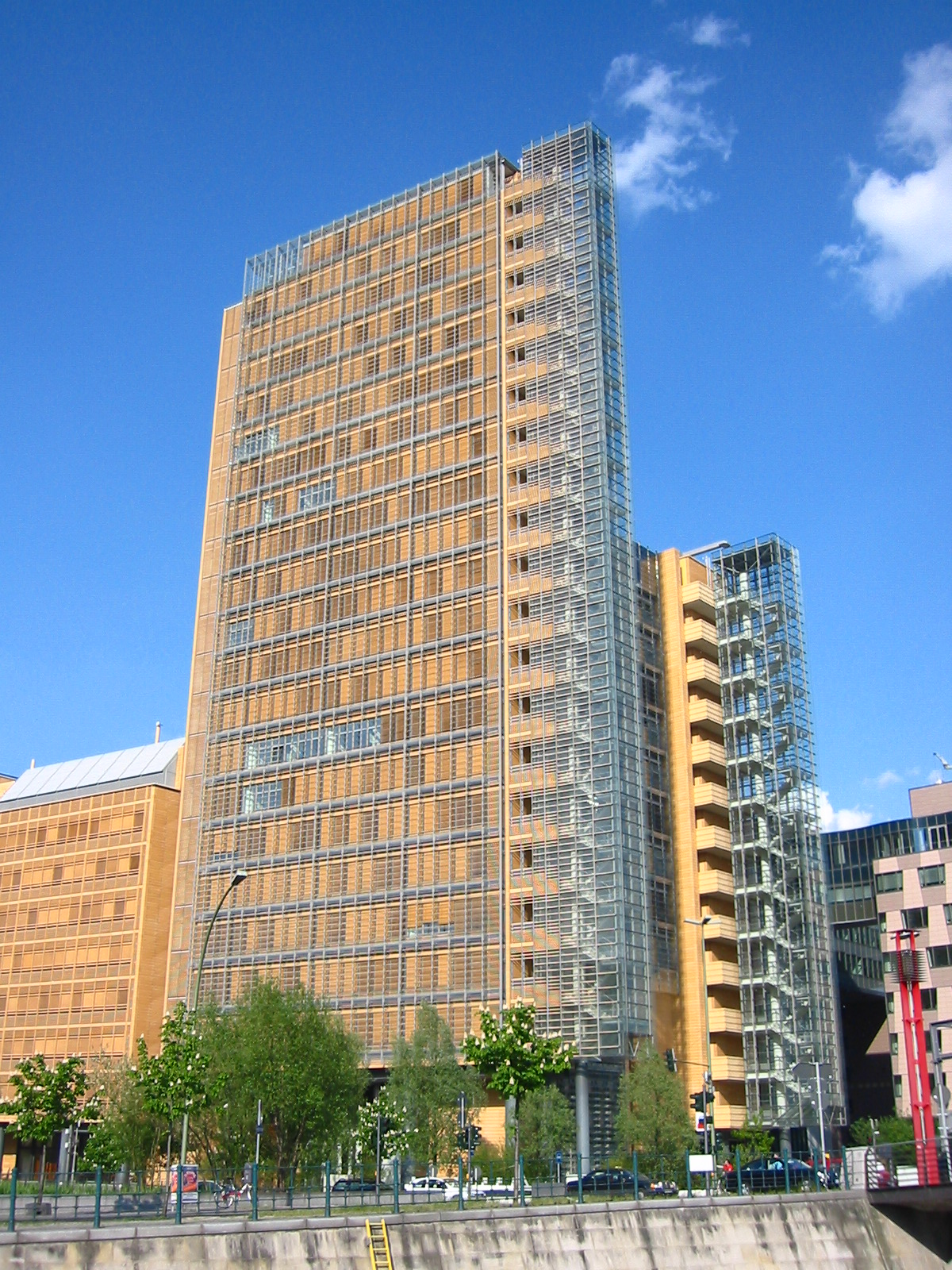
Берлін
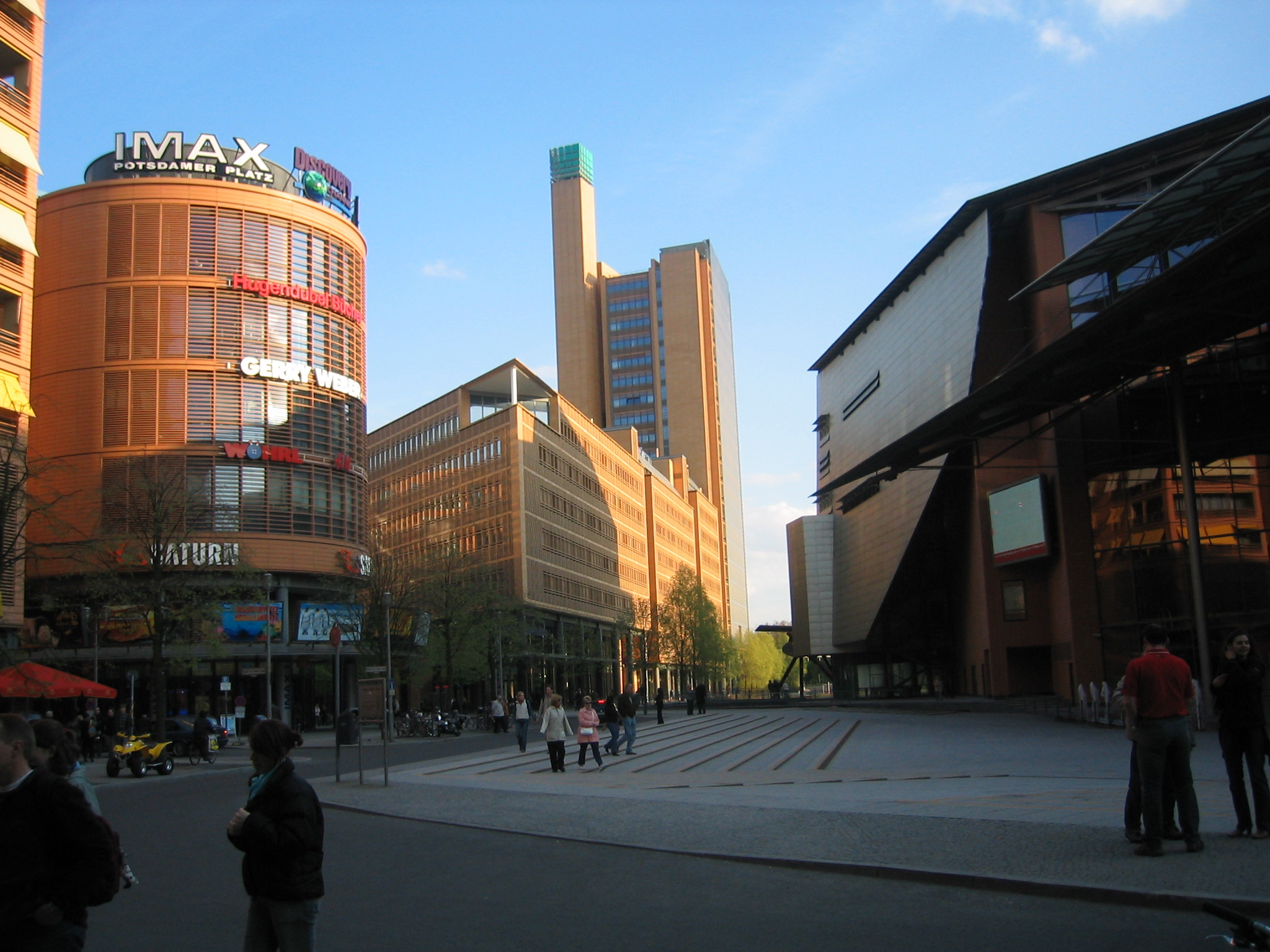
Берлін
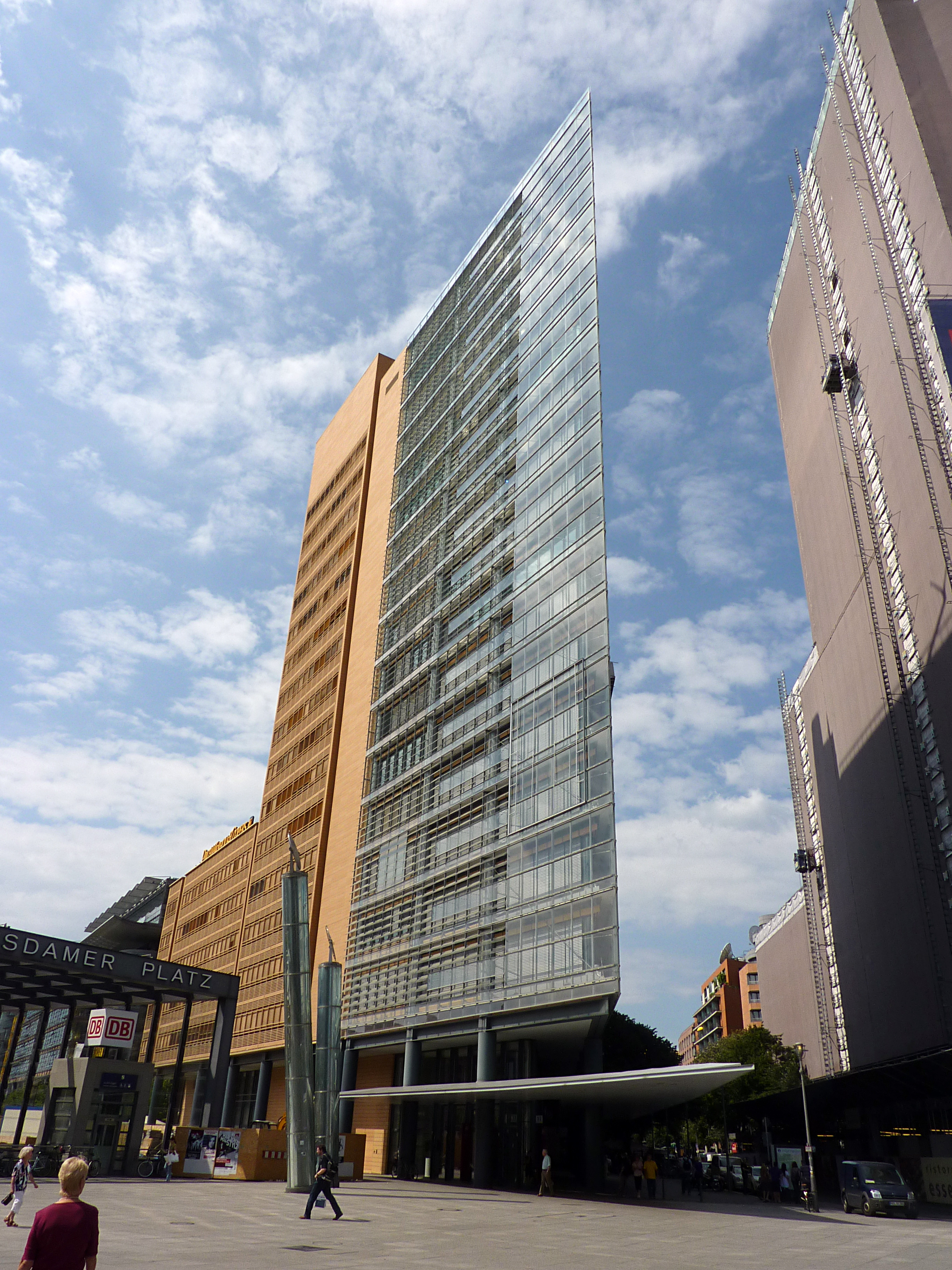
Берлін
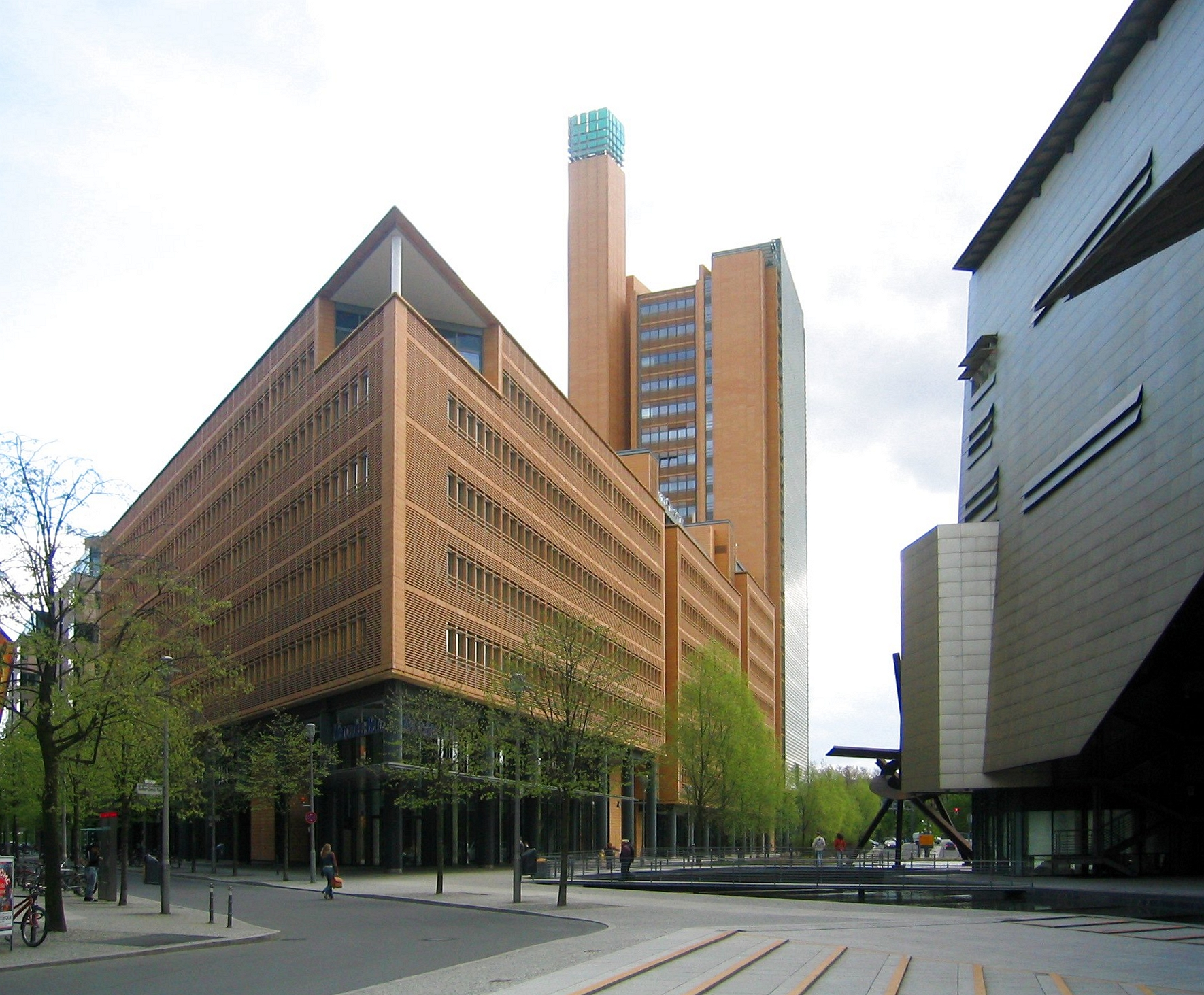
Берлін
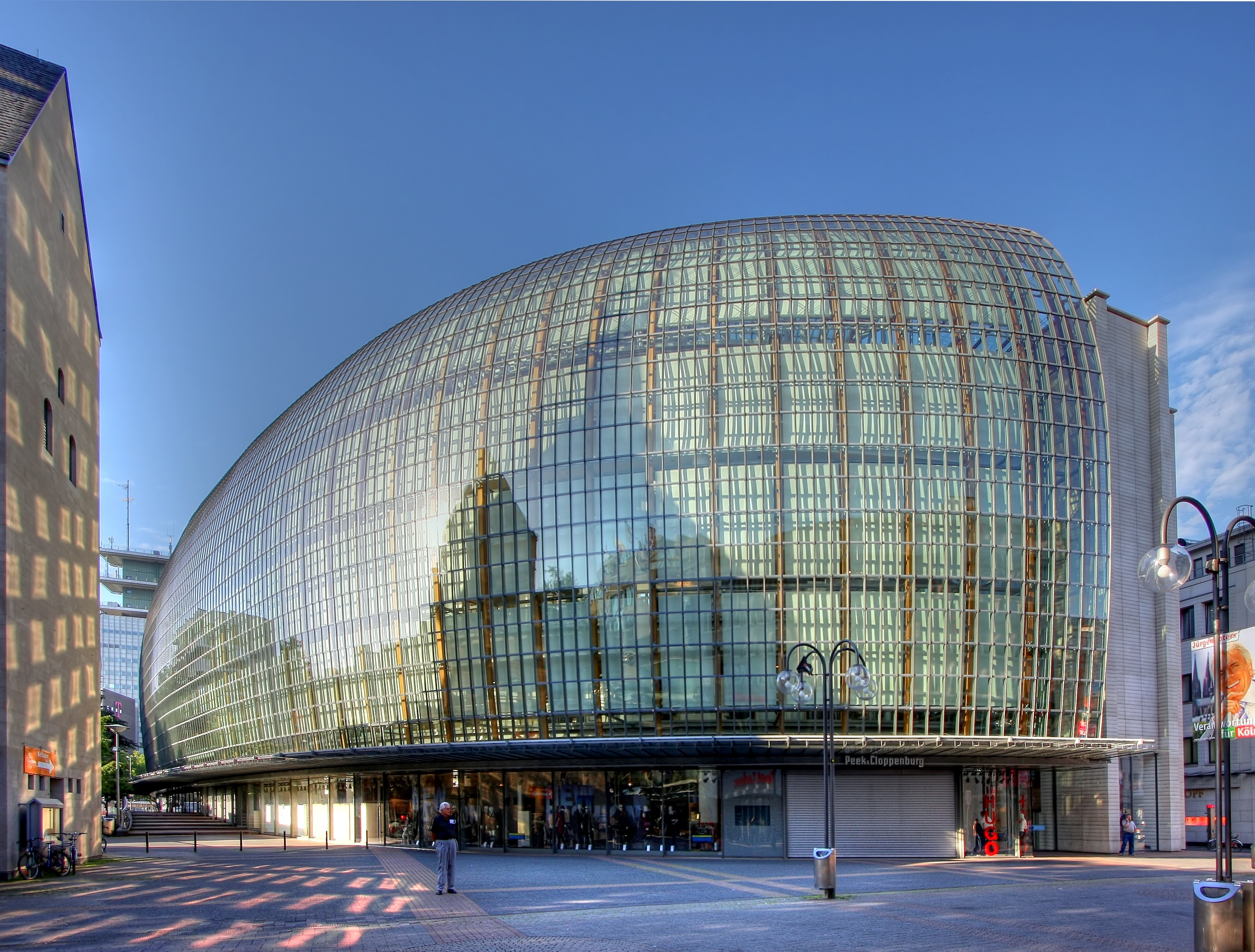
Кельн
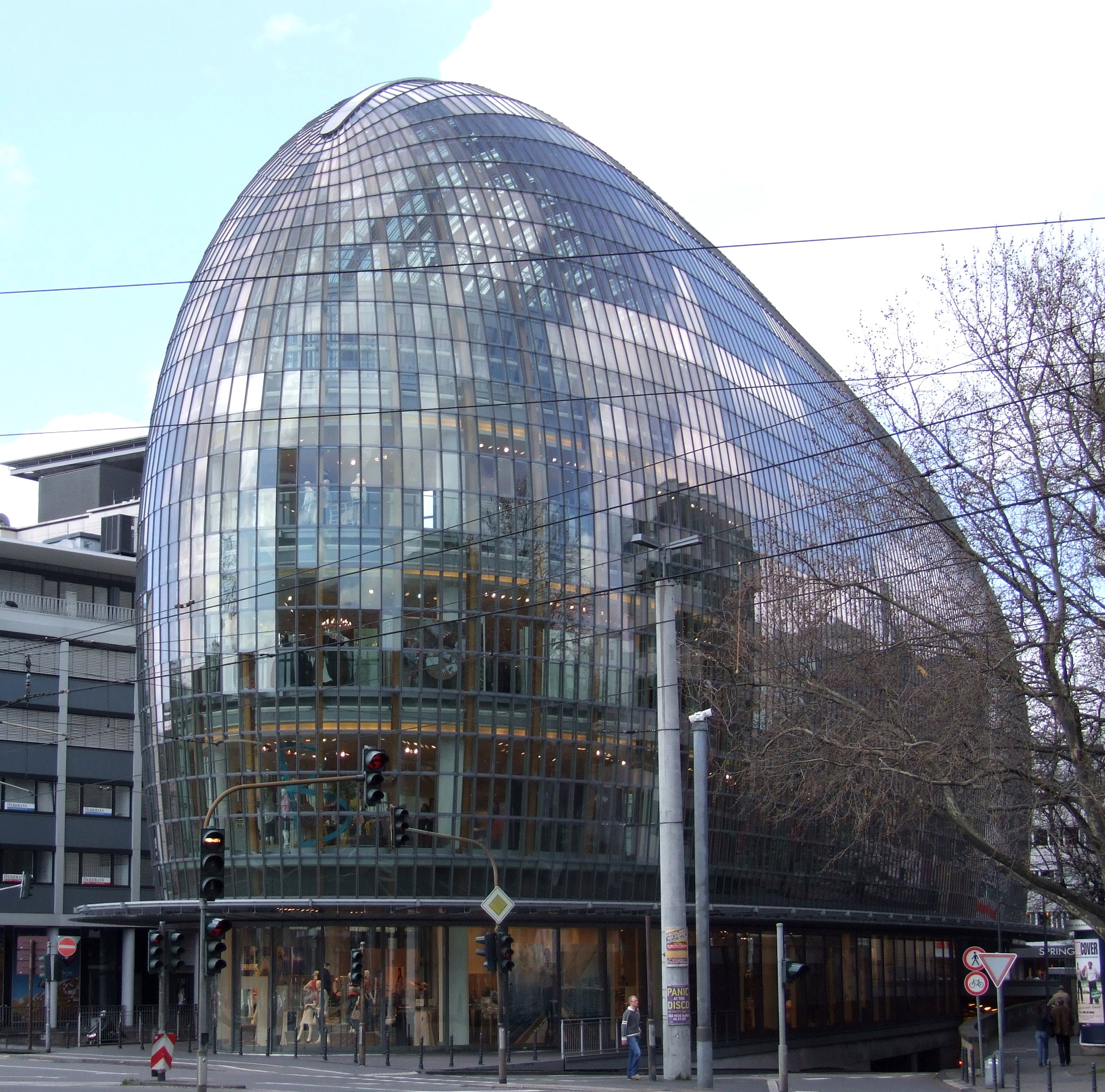
Кельн
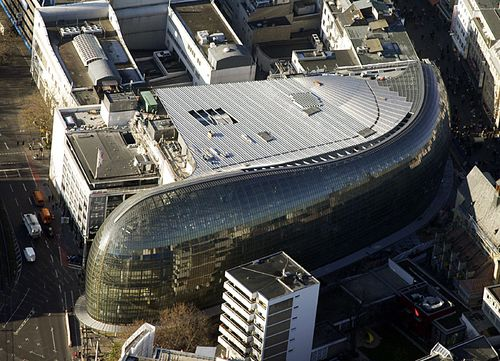
Кельн
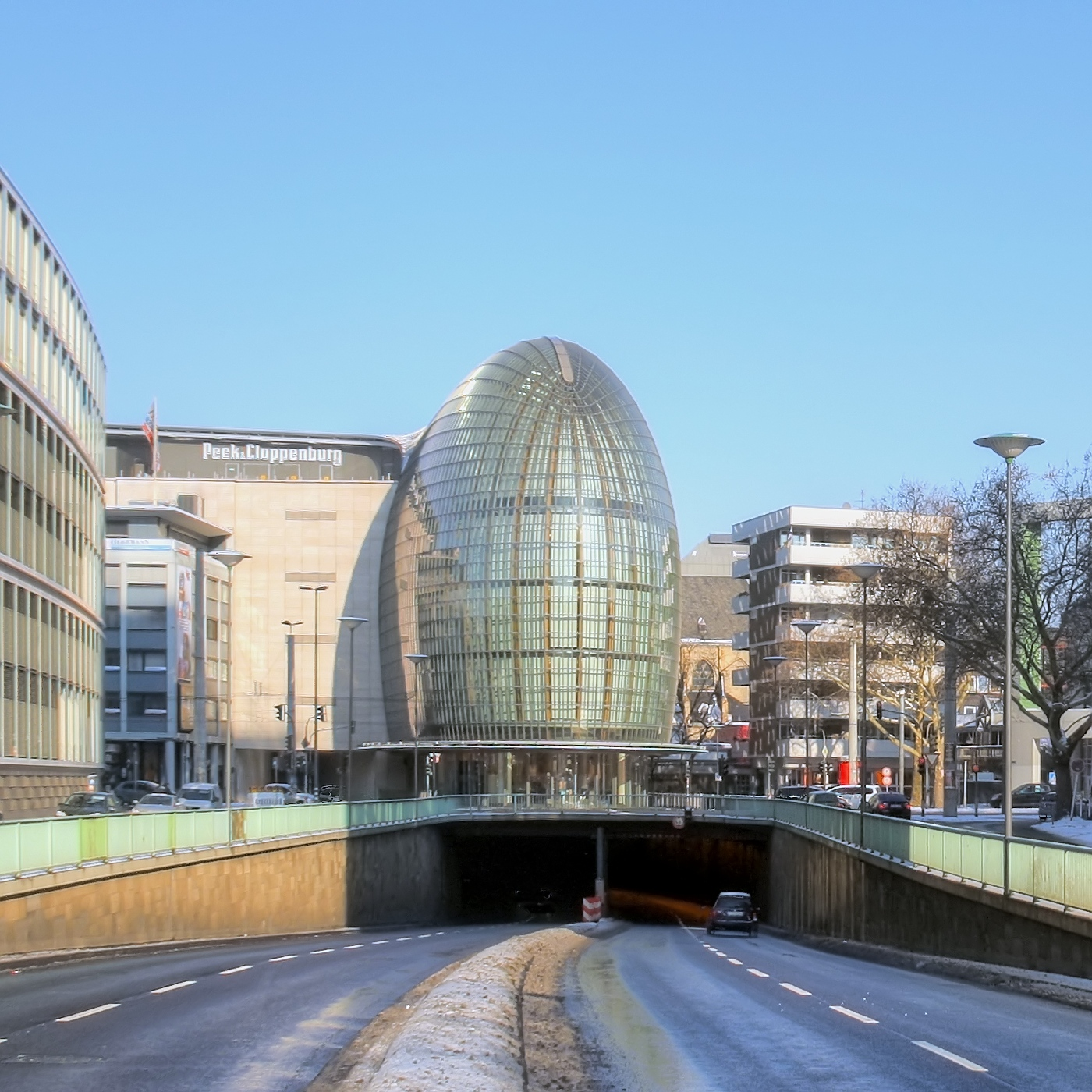
Кельн
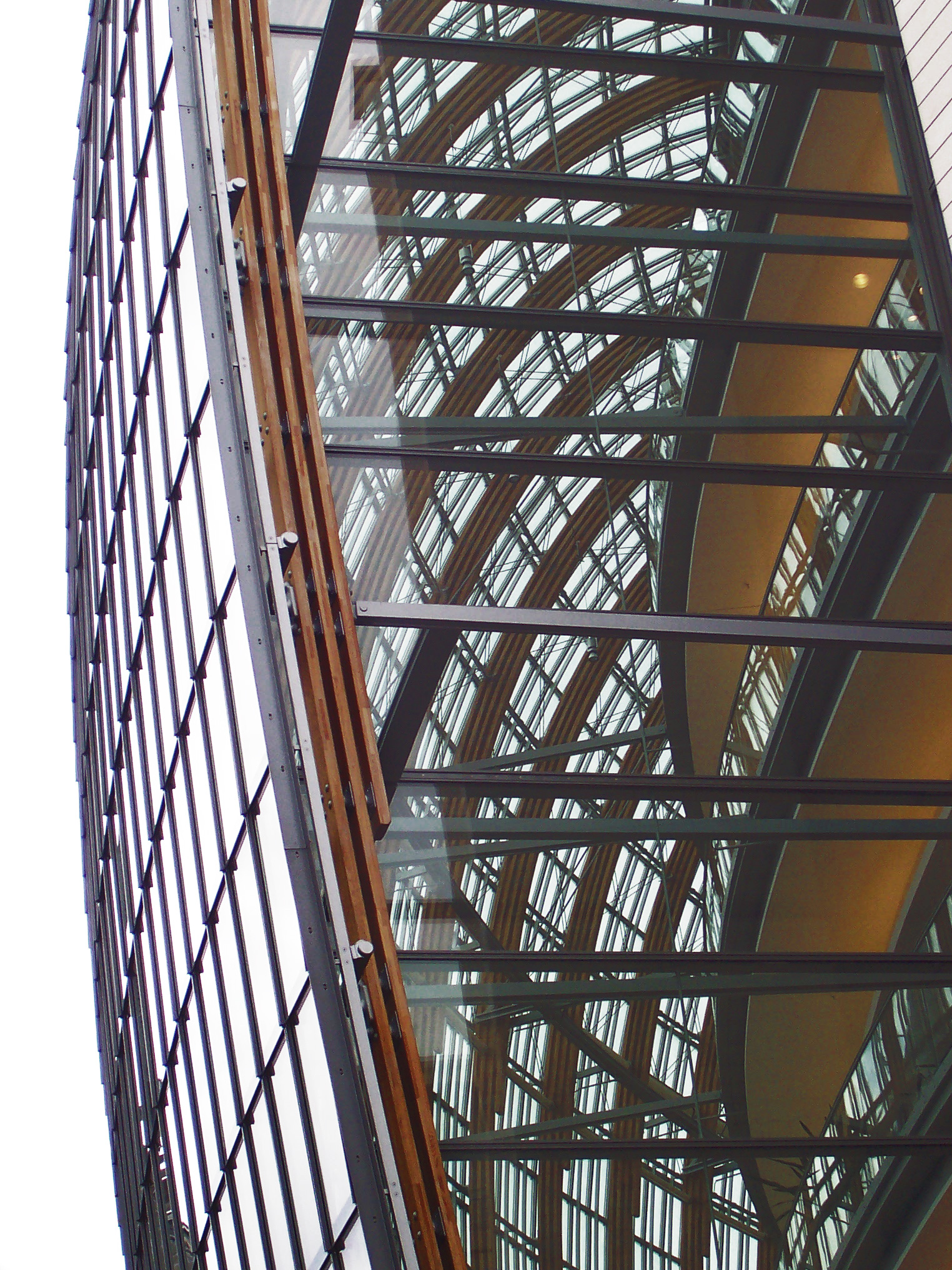
Кьольн
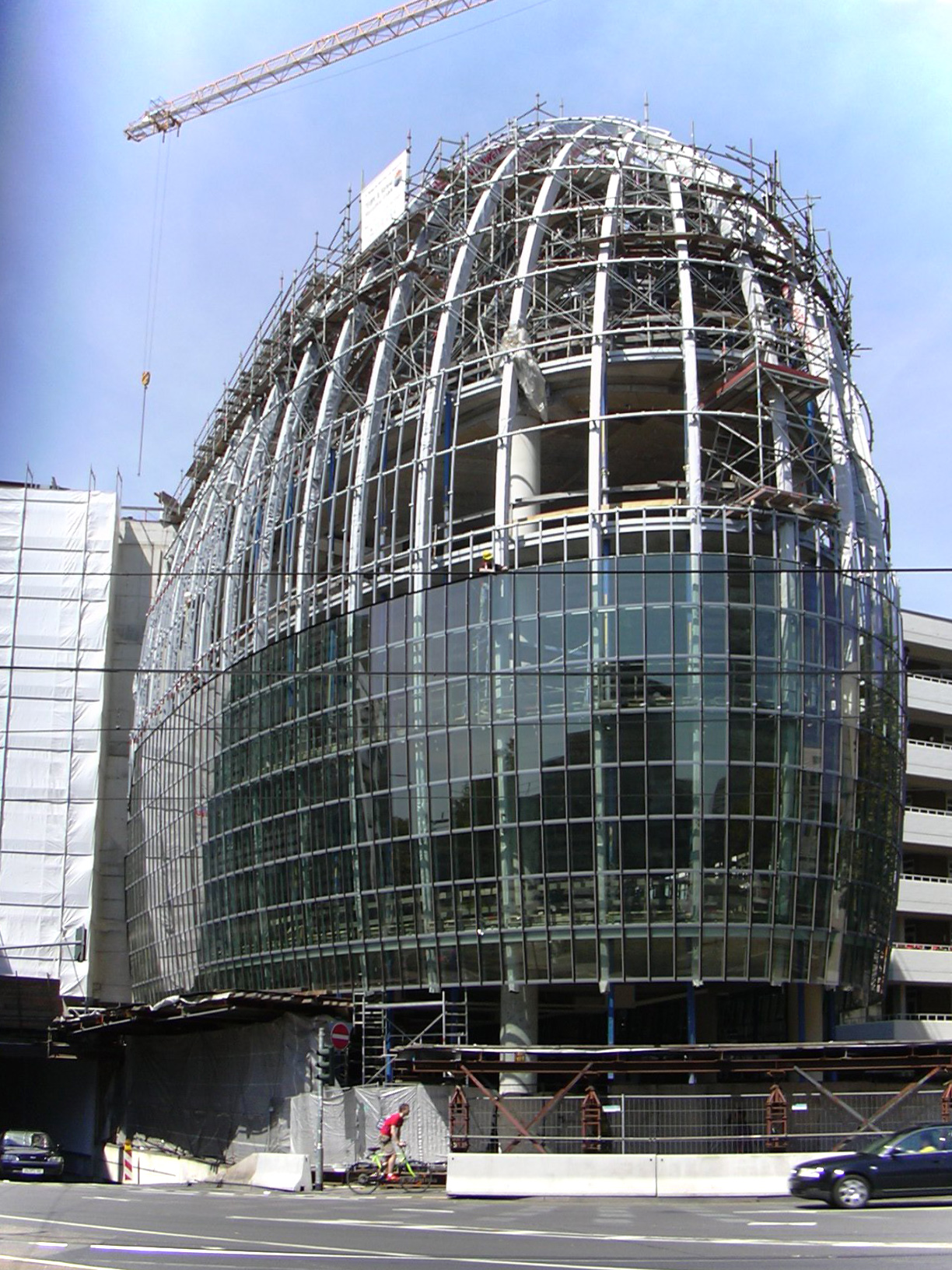
Кьольн
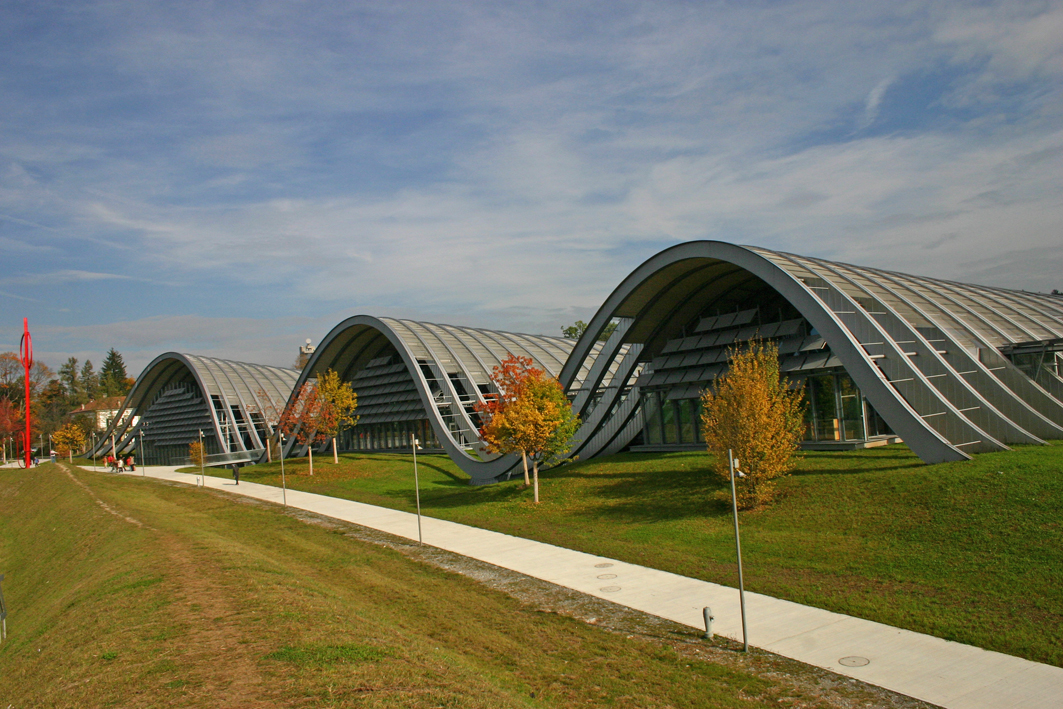
Берн
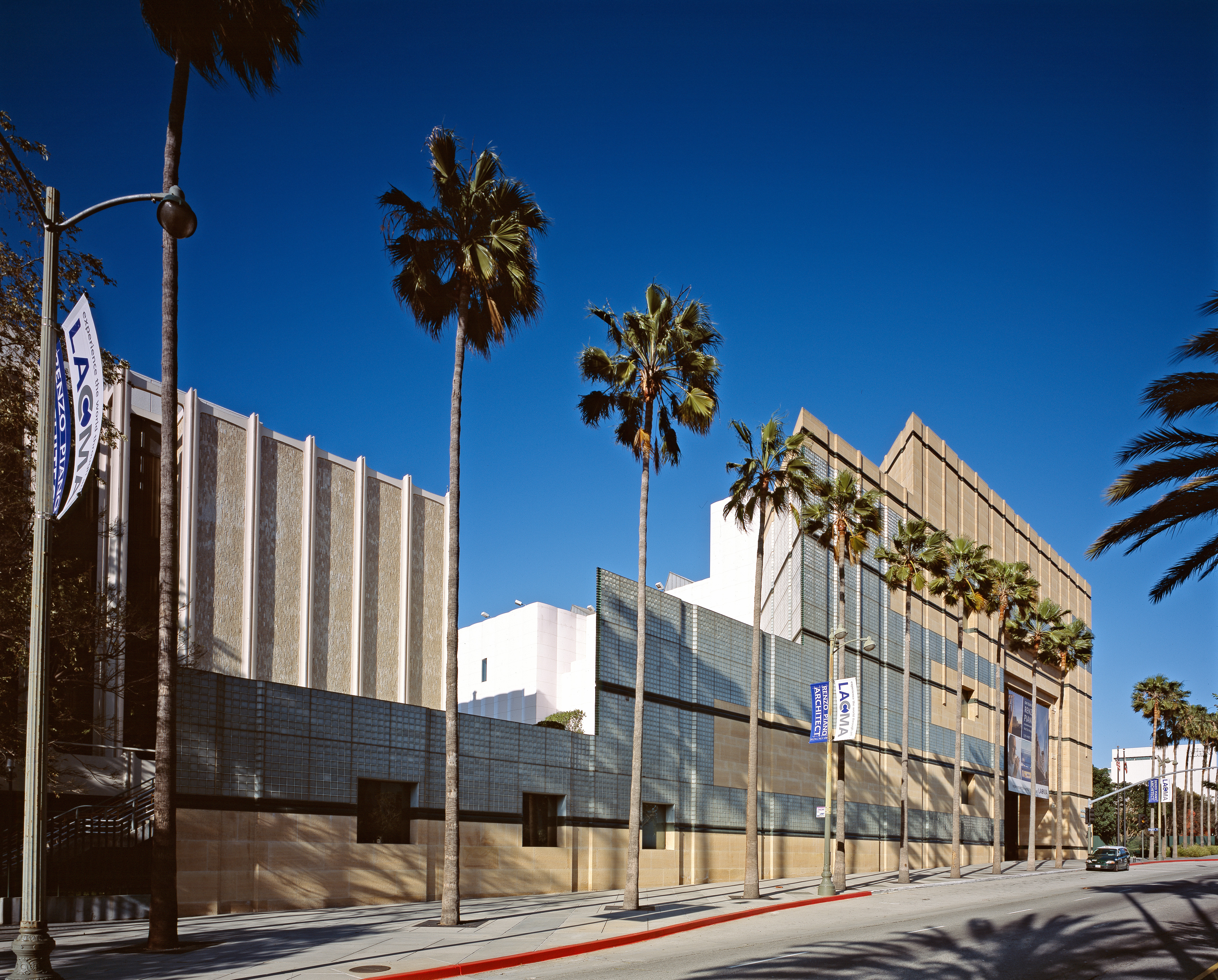
Los Angeles County Museum of Art
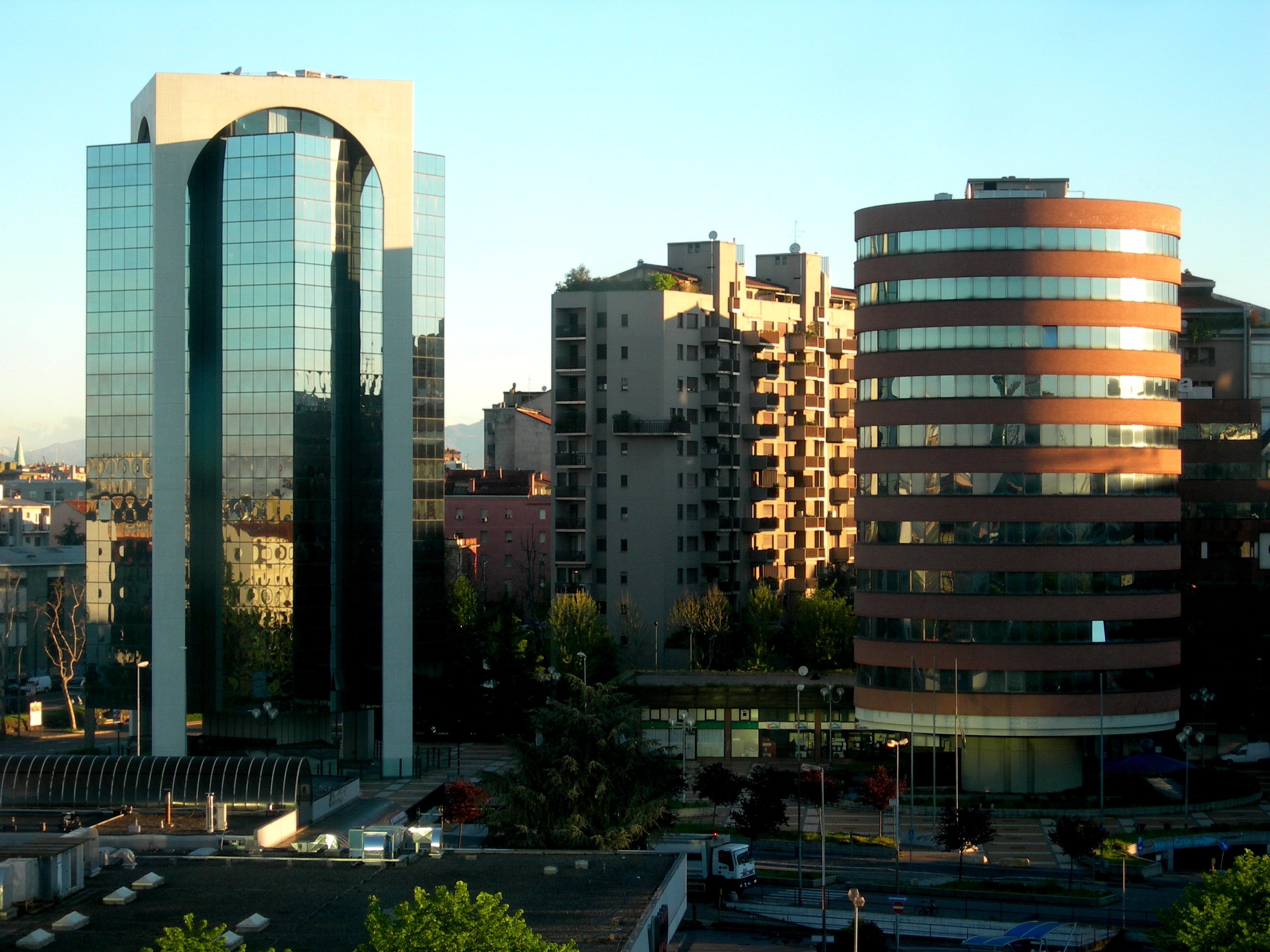
Сесто Сан Джовані, Італія
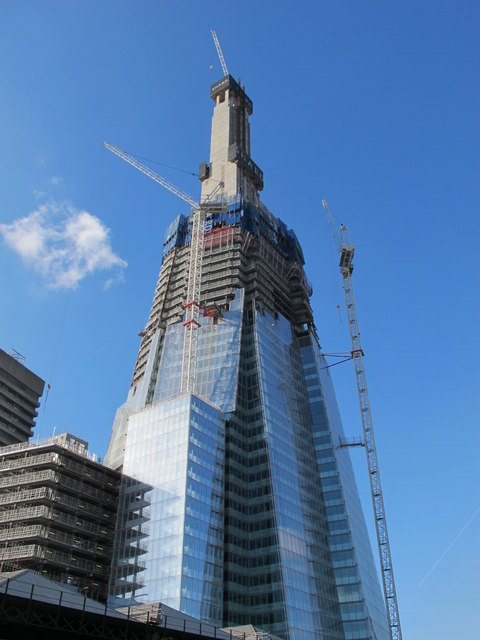
Shard London Bridge, Лондон, найвищий хмарочос Європи у 2012
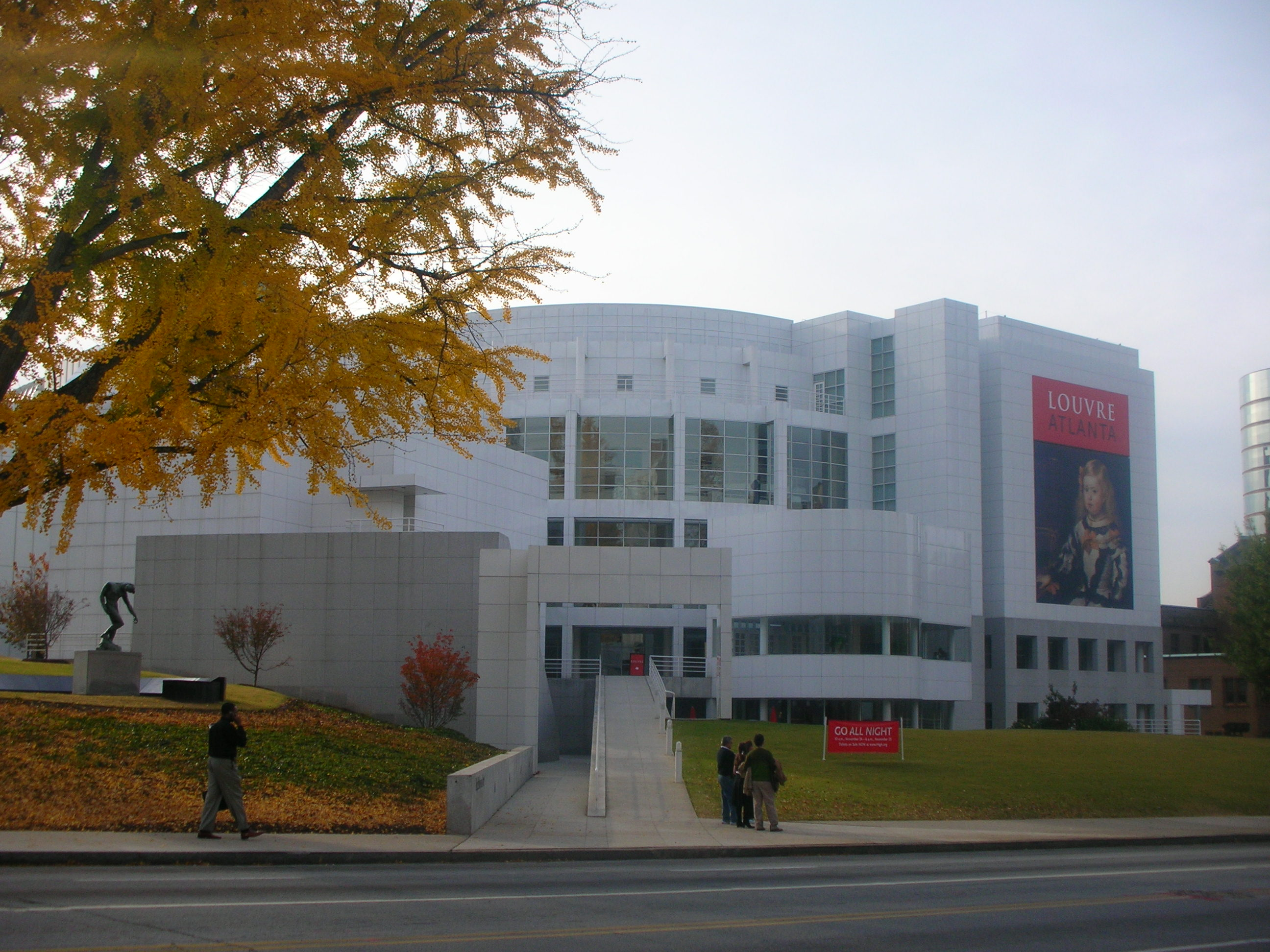
Музей мистецтва, Атланта
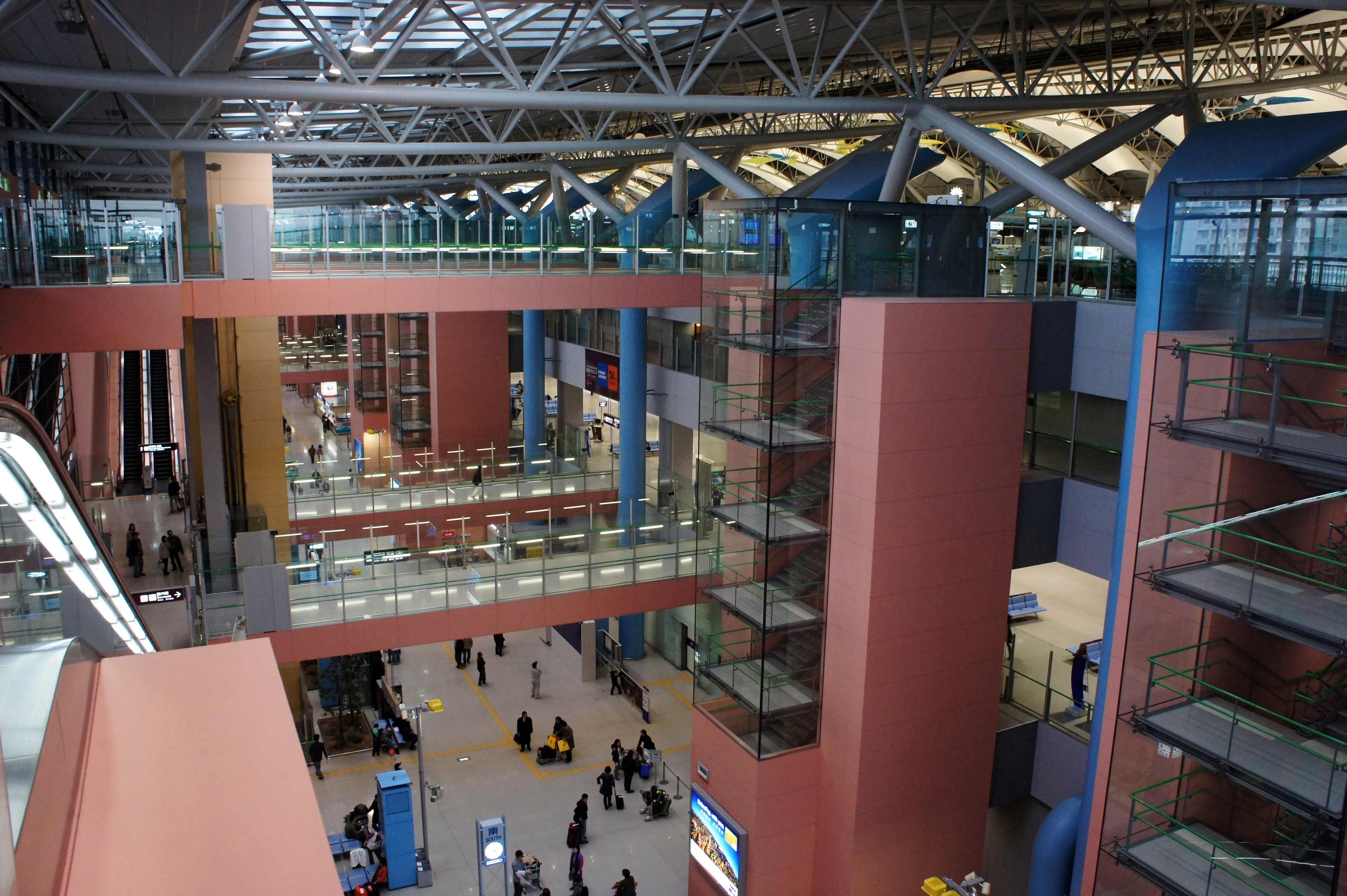
Осака, Японія, аеропорт Кансай
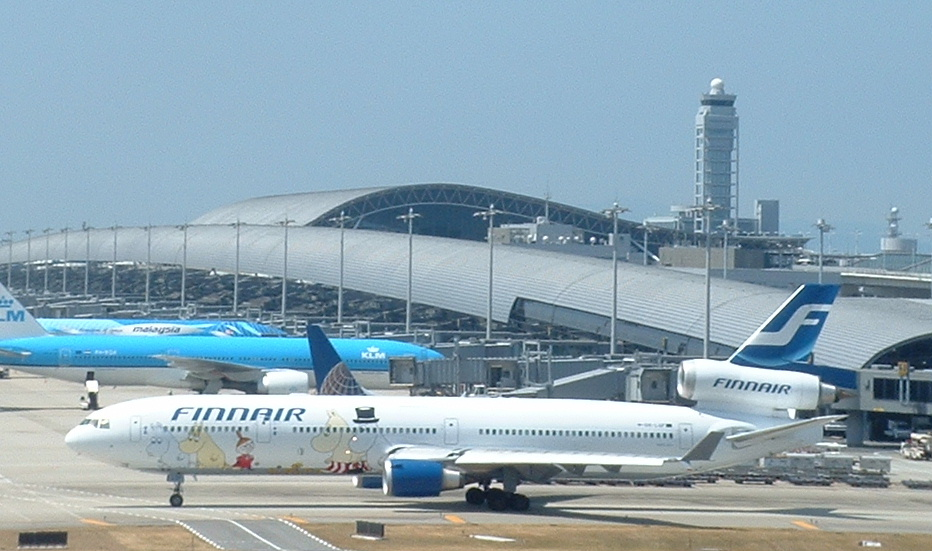
Осака, Японія, аеропорт Кансай
Париж (1971–1977)